# ヒョウモンナメラ
ヒョウモンナメラ（Zamenis situla）は、有鱗目ナミヘビ科ヨーロッパナメラ属に分類されるヘビ。

## 分布
アルバニア、イタリア南部、ウクライナ、ギリシャ、クロアチア、セルビア、トルコ、ブルガリア、ボスニア・ヘルツェゴビナ、マケドニア共和国、モンテネグロ、ロシア（コーカサス地方）

## 形態
最大全長170cm。体色は灰色や淡黄色で、黒く縁取られた赤や赤褐色の斑紋が入る。斑紋が縦縞になる個体もいる。幼体も同じような色彩をしている。
虹彩はオレンジで、瞳孔は丸い。眼の間には黒い筋模様が入り、眼上部から口角にかけても黒い筋模様が入る。

## 生態
森林、草原、岩場、農耕地、民家近く等に生息する。夜行性。地表性だが、樹上に登ることもある。
食性は動物食で、鳥類、小型哺乳類等を食べる。
繁殖形態は卵生で、1回に最大6個の卵を産む。

## 人間との関係
開発による生息地の破壊や、毒蛇と間違われ駆除される等の理由で生息数は減少している。
ペットとして飼育されることもあり、日本にも輸入されている。生息地で保護されているため流通量は少なく、欧米からの飼育下繁殖個体が流通する。